# روبرت سيرز
روبرت سيرز (بالإنجليزية: Robert Sears)‏ هو طبيب أمريكي، ولد في 1969.